# Lac Kentucky

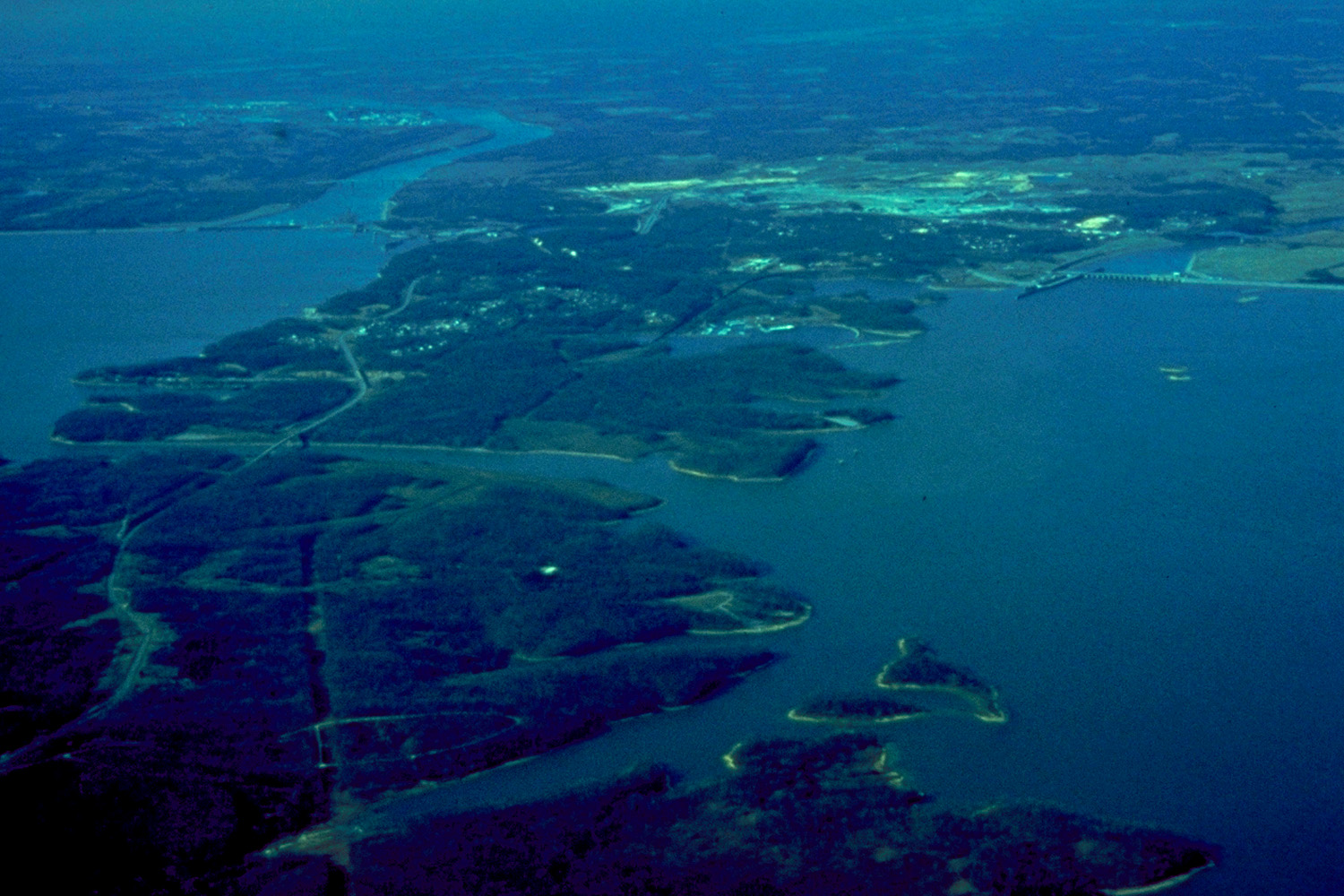
Vue aérienne du lac Kentucky et du lac Barkley. Le lac Kentucky est sur la gauche. Le canal reliant le lac Barkley au lac Kentucky est visible au centre gauche.

Le lac Kentucky est un important lac de barrage navigable le long de la rivière Tennessee au Kentucky et au Tennessee. Créé en 1944 par l'établissement sur la rivière Tennessee du barrage Kentucky, par la Tennessee Valley Authority (TVA), les 649 km2  du lac en font le plus grand lac artificiel par superficie aux États-Unis à l'est du fleuve Mississippi, avec 2064 milles de rivage; bien que le lac Barkley voisin soit plus grand en volume. Kentucky Lake a une capacité de stockage des inondations de 4 944 km3, soit plus de 2,5 fois le plus grand lac suivant du système TVA.
Les lacs Kentucky et Barkley forment une péninsule artificielle et fortement végétalisée entre les États du Kentucky et du Tennessee.
Il est source d'énergie hydroélectrique et, comme l'un des lacs mentionnés sous le nom de Land Between The Lakes National Recreation Area, est une attraction récréative dans l'ouest du Kentucky et du Tennessee.

## Loisirs
Le lac détient des records pour la plus grande des trois espèces de poissons jamais capturées au Kentucky: le bar blanc (5 kg. ), la couette (55 lb.) et la perchaude (1 lb, 4 onces). C'est également l'attraction principale de deux parcs d'État du Kentucky: le Kentucky Dam Village State Resort Park au nord et le Kenlake State Resort Park à l'ouest.
Des expéditions archéologiques sous-marines sont parfois lancées dans le lac où des navires confédérés auraient coulé pendant la Guerre civile.